# ۷۲۵ (میلادی)
۷۲۵ (میلادی) هفتصد و بیست و پنجمین سال تقویم میلادی است.

## درگذشتگان
‎